# Neofit (Slednikow)
Neofit, imię świeckie Nikołaj Nikołajewicz Slednikow (ur. 1873 w Wielsku, zm. 29 listopada 1918) – rosyjski biskup prawosławny.

## Życiorys
Był synem kapłana prawosławnego, protojereja w soborze Trójcy Świętej w Wielsku. W 1894 ukończył seminarium duchowne w Wołogdzie w pierwszej kategorii, a w 1898 ukończył Kazańską Akademię Duchowną z tytułem kandydata nauk teologicznych.
1 stycznia 1899 został mianowany na stanowisko misjonarza-kaznodziei eparchii wołogodzkiej. 13 stycznia tego samego roku został mianowany członkiem rady wołogodzkiego Bractwa Miłosiernego Zbawiciela, 12 marca został członkiem wołogodzkiego komitetu Prawosławnego Towarzystwa Misyjnego. 27 lipca 1899 wyznaczony na psalmistę soboru katedralnego w Wołogdzie.
9 marca 1908 złożył wieczyste śluby mnisze, zaś 15 sierpnia tego samego roku został wyświęcony na hieromnicha. W październiku tego samego roku został p.o. przełożonego monasteru Przemienienia Pańskiego Dymitra Priłuckiego w Wołogdzie, zaś w grudniu 1908 objął to stanowisko na stałe. W roku następnym otrzymał godność ihumena, 5 lipca 1910 otrzymał godność archimandryty.
5 kwietnia 1911 został dziekanem II dekanatu monasterów eparchii wołogodzkiej.
10 marca 1913 w soborze Zmartwychwstania Pańskiego w Wołogdzie został wyświęcony na biskupa izmaelskiego, wikariusza eparchii kiszyniowskiej. W charakterze konsekratorów w obrzędzie wzięli udział arcybiskup jarosławski i rostowski Tichon, emerytowany biskup wołogodzki i totiemski Nikon, biskupi wołogodzki Aleksander, wielkoustiuski Aleksy, wielski Antoni i michajłowski Ambroży.
13 listopada 1914 został przeniesiony do eparchii połtawskiej jako jej wikariusz, z tytułem biskupa priłuckiego.
17 października 1917 został biskupem starobielskim, wikariuszem eparchii charkowskiej.
W maju roku następnego został locum tenens tejże eparchii; w listopadzie tego samego roku zmarł, prawdopodobnie na tyfus.